# 구진천
구진천(仇珍川, ?~?)은 신라의 관리이다.

## 생애
사찬(沙湌) 관등인 그는 쇠뇌의 명수였으며, 당나라에서 쇠뇌를 만드는 법을 배우고자 그를 불렀지만 그는 “나무 재료가 좋지 않기 때문입니다. 만약 신라의 목재로 만든다면 그렇게 만들 수 있을 것입니다.” 등을 이유를 대며 비법을 가르쳐주지 않았으며, 당 고종이 무거운 죄를 지우겠다고 위협했음에도 그는 끝내 당나라에 협조하지 않았다.